# 艾梅·雅凯
艾梅·雅凯（法语：Aimé Jacquet，1941年11月27日—），生于法国蒙布里松区，法國國家足球隊前主教练之一，1998年世界杯冠軍冠军队主帅。

## 生平
球員時代的雅凯主要效力當屆法國聯賽的班霸聖伊天，贏得五屆法甲聯賽冠軍。當時法國國家隊正處於低潮(1966年世界杯首圈出局)，雅凯只代表過國家隊上陣兩次，沒有入球。
雅凯在1973年轉投里昂，三年後(1976年)成為領隊。曾執掌過的球會除了里昂外，還有波尔多、蒙彼利埃、南錫等等法國球會。
他於1992年成為法國國家隊助教，至1994年升任為主教練。執教期間他用過不少著名球員，由老牌的簡東拿以至後來的施丹。由於1996年歐洲國家杯在四強被捷克淘汰，雅凯一度受到外界批評，甚至有球迷要求他辭職。1998年世界杯前夕法國報章L'Équipe發表社評，認為雅凯不是帶領國家隊出賽的人選。而雅凯在賽前則表明會繼續留下，至世界杯後才離開。之後雅凯也拿出成績，先在分組賽首名出線，一路殺入決賽，最後以3-0戰勝巴西，取得國家隊史上首個世界杯冠軍。賽後積基終於履行諾言而辭職。
世界杯後雅凯一直擔任國家隊技術總監，至2006年為止。

## 榮譽

### 球員時代
- 法甲聯賽冠軍：1964, 1967, 1968, 1969, 1970

### 執教生涯
- 法甲聯賽冠軍：1984, 1985, 1987
- 世界杯冠軍：1998

## 外部連結
- 法國足協官方網站介紹